# 高庄滩红军西征遗迹
高庄滩红军西征遗迹，位于宁夏回族自治区吴忠市同心县下马关乡红城水娘娘庙中，是中华人民共和国宁夏回族自治区文物保护单位之一。
1963年，授予宁夏回族自治区文物保护单位，是一座革命遗址及革命纪念建筑物。